# Нижняя Мара
Нижняя Мара (карач.-балк. Тёбен Мара) — аул в Карачаевском районе Карачаево-Черкесии (Россия).
Образует муниципальное образование Нижне-Маринское сельское поселение как единственный населённый пункт в его составе.

## Население
| 2002 | 2010 | 2012 | 2013 | 2014 | 2015 | 2016 |
| ---- | ---- | ---- | ---- | ---- | ---- | ---- |
| 490  | ↗669 | ↗732 | ↗752 | ↗756 | ↘723 | ↘701 |
| 2017 | 2018 | 2019 | 2020 | 2021 | 2023 | 2024 |
| ↘700 | ↘699 | ↘690 | ↘688 | ↘662 | ↘657 | ↗660 |
| 2025 |      |      |      |      |      |      |
| ↘654 |      |      |      |      |      |      |

## География
Аул Нижняя Мара расположен по обоим сторонам региональной трассы 91К-005 (Карачаевск - Кисловодск). Аул на две части разделяет горная река Мара (правый приток Кубани). Местность горно-лесистая, дома раскиданы по возвышениям подножий окружающих гор, самые высокие из которых вершины Уллу Кол Баши и Су Баши, которые возвышаются над северной окраиной аула.
Высота над уровнем моря — 1230-1360 м.
Климат в Нижней Маре субтропический, согласно системе определения климата Кёппена.

## История
Нижняя Мара была основана карачаевцами в 1862 году как постоялый двор для проезжающих мимо путников.
Потом на территории Нижней Мары стало развиваться земледелие и деревня превратилась в местную ферму.